# Fibra metálica

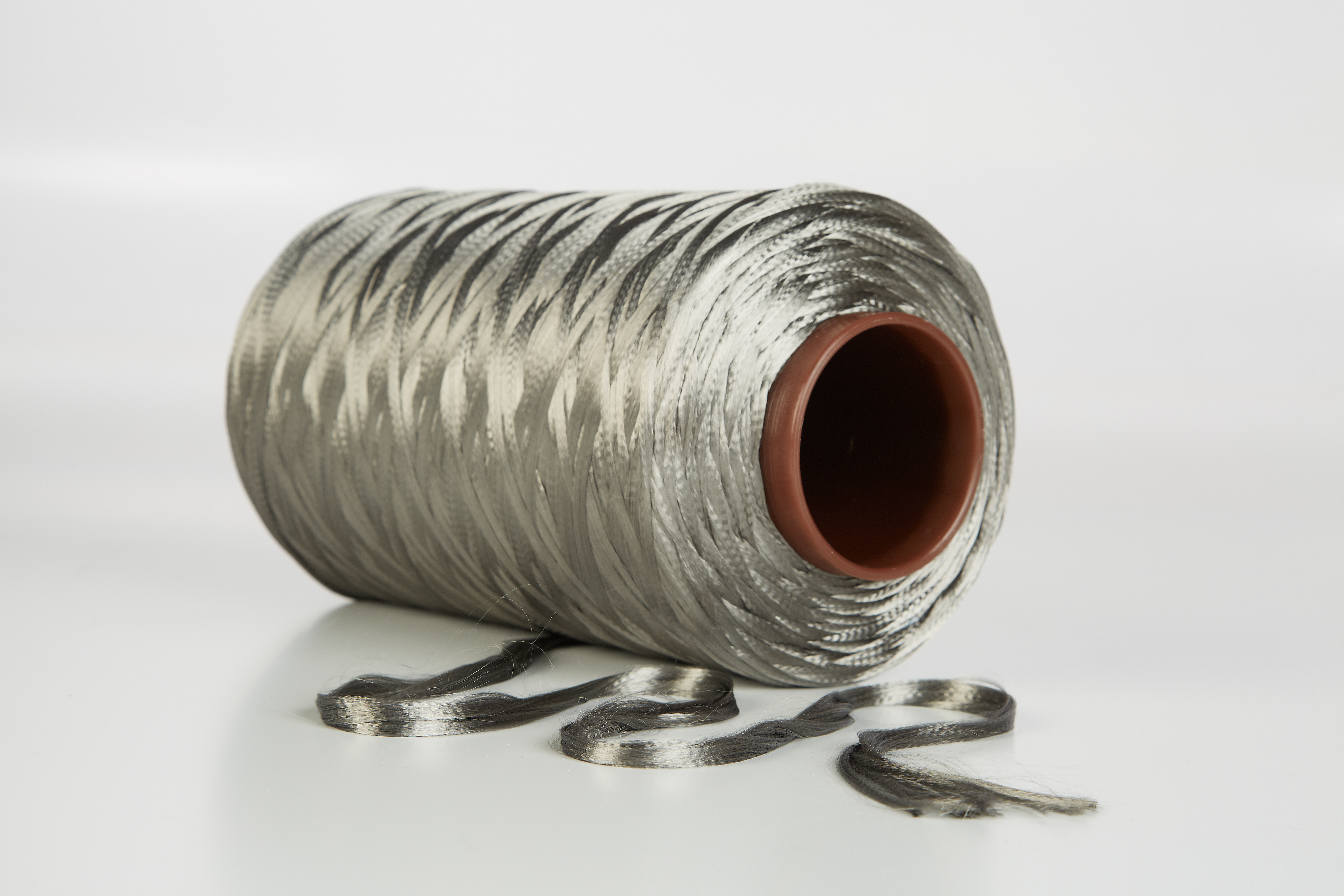
Ovillo de fibra de acero inoxidable.

Las fibras metálicas son fibras compuestas bien de metales, aleaciones metálicas, metal recubierto de plástico, plástico recubierto de metal, o un núcleo completamente cubierto por metal.
Teniendo su origen en aplicaciones textiles y de confección, las fibras de oro y plata se han utilizado desde la antigüedad como hilos para la decoración de telas. Más recientemente, los hilos de aluminio, de plástico aluminizado y de nailon aluminizado han reemplazado al oro y la plata.
La industria actual de fibras metálicas ofrece principalmente fibras de acero inoxidable, níquel, titanio, cobre y aluminio para diversas aplicaciones. Los filamentos metálicos se pueden recubrir con películas transparentes para minimizar el deslustre.
La fibra de metal también se puede raspar del alambre (lana de acero), rasurar del papel de aluminio, hacer un haz de alambre de mayor diámetro, mecanizar a partir de un lingote, moldear a partir de metal fundido o crecer alrededor de una semilla de carbón.

## Historia
El oro y la plata se han utilizado desde la antigüedad como decoración en la ropa y los textiles de reyes, líderes, nobleza y personas de estatus. Muchos de estos elegantes textiles se pueden encontrar en museos de todo el mundo. Históricamente, el hilo metálico se construía envolviendo una tira de metal alrededor de un núcleo de fibra (algodón o seda), a menudo de tal manera que revelaba el color del núcleo de fibra para mejorar la calidad visual de la decoración. Los textiles y la ropa antiguos tejidos con hilos de oro total o parcialmente a veces se denominan telas de oro. Se han tejido en telares bizantinos desde los siglos VII al IX, y después en Sicilia, Chipre, Lucca y Venecia. El tejido también floreció en el siglo XII durante el legado de Genghis Khan cuando el arte y el comercio florecieron bajo el dominio mongol en China y algunas áreas del Medio Oriente. The Dobeckmum Company produjo la primera fibra metálica moderna en 1946.
A principios de la década de 1960, Brunswick Corp. llevó a cabo un programa de investigación para desarrollar un proceso económicamente viable para formar filamentos metálicos. Comenzaron a producir filamentos metálicos en una planta piloto a escala de laboratorio. En 1964, Brunswick producía fibras metálicas finas de tan solo 1 μm a partir de acero inoxidable tipo 304. Su primera planta de producción a gran escala, ubicada en los EE. UU., se puso en funcionamiento en 1966. Las fibras metálicas ahora se producen y se utilizan ampliamente en todo tipo de tecnología. Con una amplia gama de aplicaciones, es un sector maduro.
En el pasado, el aluminio solía ser la base de una fibra metálica. Más recientemente, el acero inoxidable se ha convertido en el metal dominante para las fibras metálicas. Dependiendo de la aleación, las fibras metálicas proporcionan propiedades al hilo que permiten su uso en aplicaciones de alta tecnología.

## Propiedades de la fibra

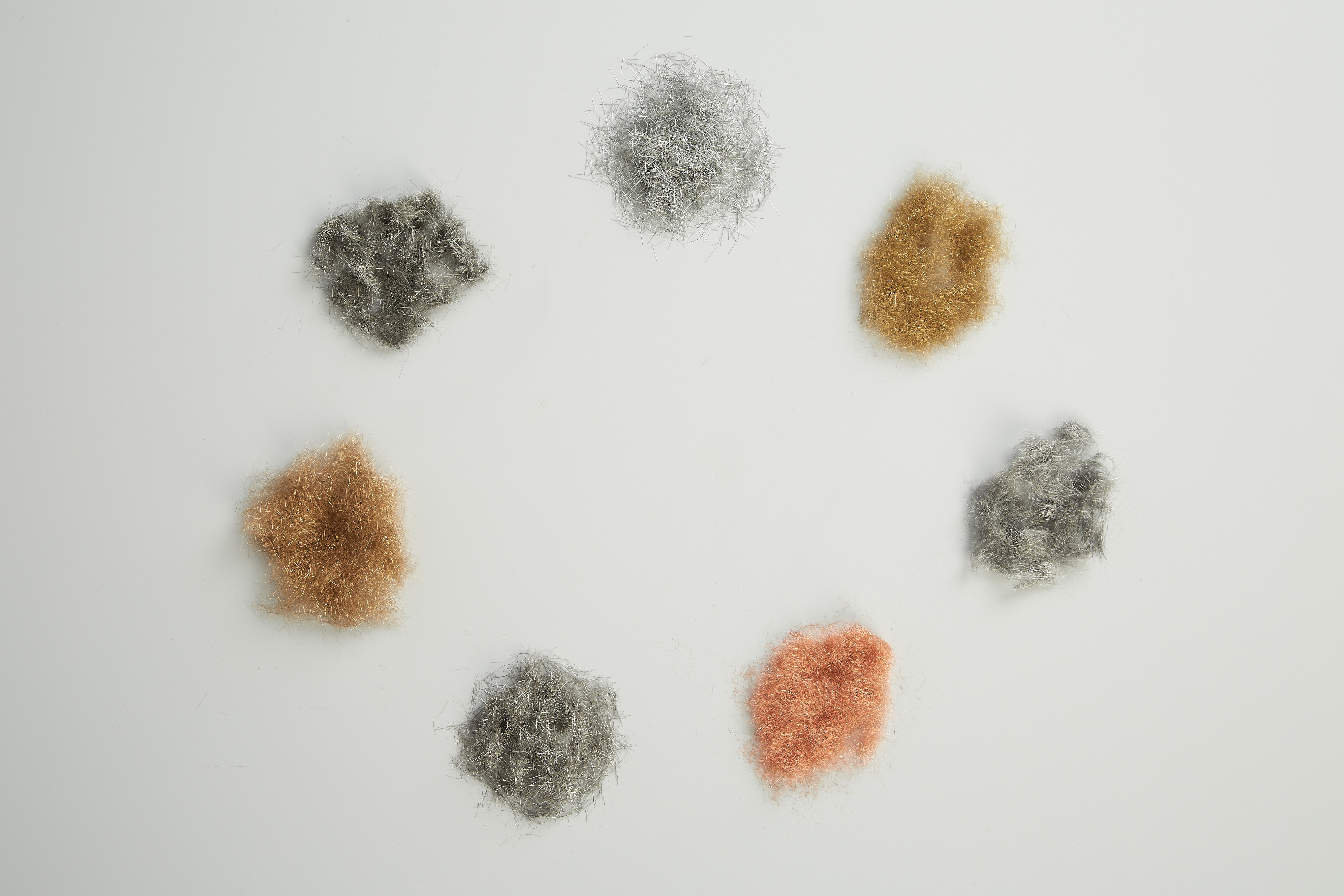
Fibras mecanizadas en varios metales y aleaciones.

Las fibras metálicas existen en diferentes formas y diámetros. Generalmente, el sector ofrece diámetros de fibra metálica desde 100 μm hasta 1 μm.
Las fibras metálicas existen tanto en fibras largas y continuas como en fibras cortas (con una relación longitud / diámetro de menos de 100).
En comparación con otros tipos de fibras, como carbono, vidrio, aramida o fibras naturales, las fibras metálicas tienen una baja resistencia eléctrica. Esto las hace adecuadas para cualquier aplicación que requiera conductividad eléctrica. Su excelente resistencia térmica hace que puedan soportar temperaturas extremas. La resistencia a la corrosión se logra mediante el uso de aleaciones de alta calidad en aceros inoxidables u otros metales. Otras propiedades mecánicas ventajosas de las fibras metálicas incluyen alta deformación por falla, ductilidad, resistencia a los golpes, resistencia al fuego y aislamiento acústico.
Las estructuras y productos de fibra de metal sinterizado muestran propiedades de alta porosidad, mientras permanecen estructuralmente fuertes y duraderos. Esto beneficia la función y estructura de aplicaciones específicas como filtración o electrodos.
Los filamentos metálicos recubiertos ayudan a minimizar el deslustre. Cuando se utilizan adhesivos y películas adecuados, no se ven afectados por el agua salada, el agua clorada de las piscinas o las condiciones climáticas. Si es posible, cualquier cosa hecha con fibras metálicas debe lavarse en seco, si no hay una etiqueta de cuidado. El planchado puede ser problemático porque el calor de la plancha, especialmente a altas temperaturas, puede derretir las fibras.

## Método de producción
Existen varios procesos que se pueden utilizar para fabricar fibras metálicas.
La tecnología más común se conoce como dibujo de paquetes. Varios miles de filamentos se agrupan en un llamado alambre compuesto, un tubo que se pasa a través de una matriz para reducir aún más su diámetro. Posteriormente, el tubo de recubrimiento se disuelve en ácido, lo que da como resultado fibras metálicas continuas individuales. Este alambre compuesto se estira más hasta que se obtiene el diámetro deseado de los filamentos individuales dentro del haz. La tecnología de trefilado de paquetes permite la producción de haces de fibras metálicas continuas con longitudes de hasta varios kilómetros. Debido a la naturaleza del proceso, la sección transversal de las fibras es octogonal. Para lograr fibras de alta calidad, esta tecnología se puede ajustar, lo que da como resultado fibras uniformes y muy delgadas con una extensión de diámetro equivalente muy estrecha.
En el proceso de laminación, se sella una capa de aluminio entre dos capas de película de acetato o poliéster. Luego, estas fibras se cortan en tiras longitudinales para hilos y se enrollan en bobinas. El metal se puede colorear y sellar en una película transparente, el adhesivo se puede colorear o la película se puede colorear antes de laminar. Hay muchas variaciones diferentes de color y efecto que se pueden realizar en fibras metálicas, produciendo una amplia gama de aspectos.
Con la tecnología de afeitado de láminas, son factibles fibras con diámetros de hasta 14 μm y una sección transversal más rectangular. Esto produce haces de fibras semicontinuos o fibras cortadas.
El mecanizado de fibras discontinuas puede producir haces de fibras semicontinuas de hasta 10 μm. La mejora de la fabricación de fibras discontinuas permite una extensión de diámetro estrecho en este tipo de fibras, así como el ajuste de la geometría de la fibra. Esta tecnología es única en comparación con el afeitado con láminas o las fibras de la hilatura en fusión, debido a los pequeños diámetros que se pueden alcanzar y la extensión de diámetro relativamente pequeña.
Las fibras metálicas también se pueden fabricar mediante el proceso de metalización. Este proceso implica calentar el metal hasta que se vaporice y luego depositarlo a alta presión sobre la película de poliéster. Este proceso produce fibras más delgadas, más flexibles, más duraderas y más cómodas.
La fibra de metal también se puede raspar de alambre (lana de acero), fundir a partir de metal fundido o cultivar alrededor de una semilla (a menudo carbono).

## Tipos de productos de fibras metálicas[3]
Medios sinterizados

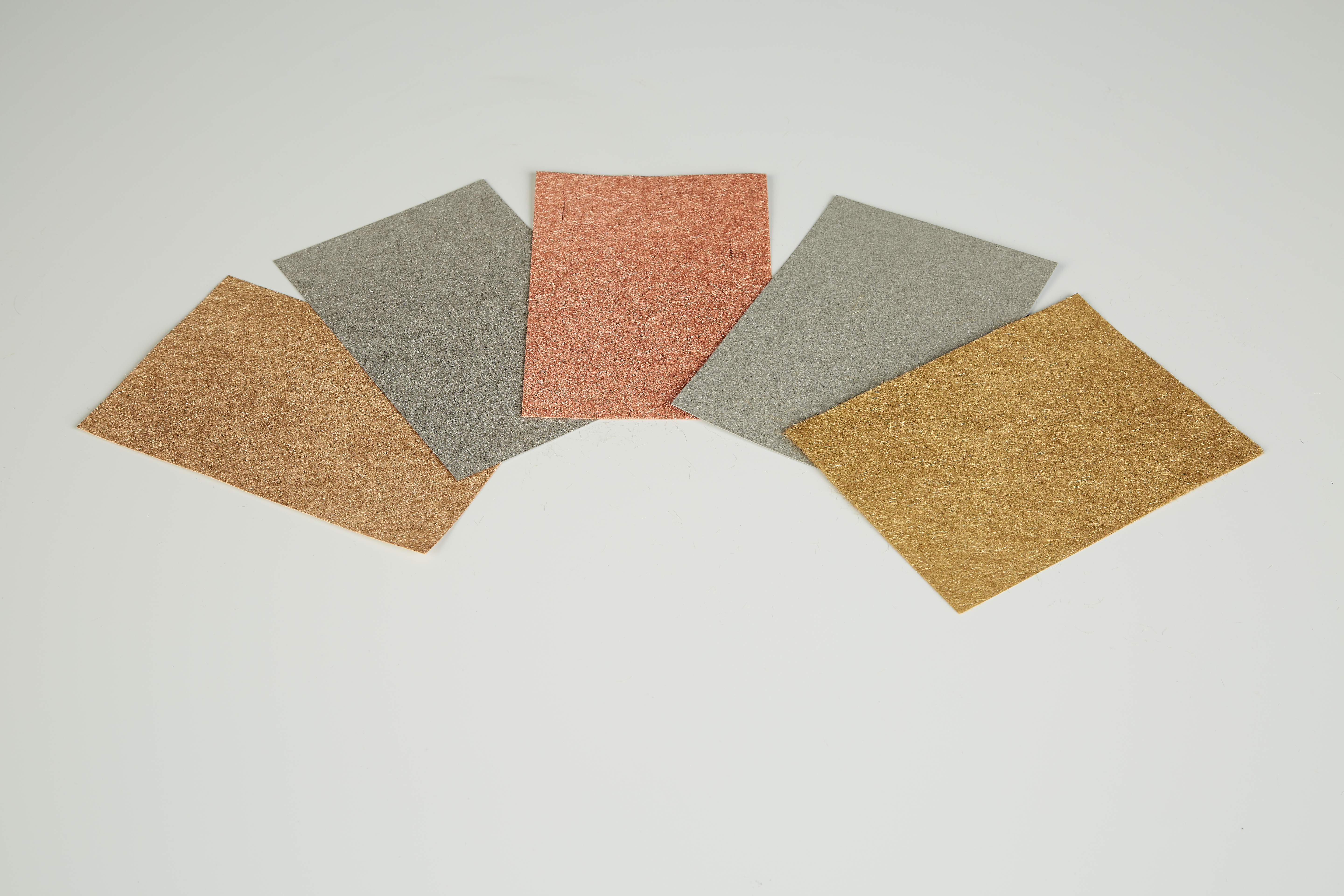
Fibras metálicas sinterizadas.

Las fibras metálicas se convierten en medios de fibra, ya sea como vellón no tejido o estructuras sinterizadas compuestas por fibras que varían de 1,5 a 80 μm de diámetro. Estos medios de fibra de metal poroso se han utilizado por su singularidad en aplicaciones muy exigentes. El beneficio de tener la combinación de un material permeable sobresaliente (porosidades de hasta 90% para estructuras sinterizadas y hasta 99% para estructuras no tejidas) combinado con una alta resistencia a la corrosión y la temperatura es muy valorado. La estructura porosa sinterizada no tiene aglutinante ya que las fibras individuales están fuertemente unidas entre sí mediante unión por difusión intermetálica. Las estructuras sinterizadas 3D también se han convertido en un producto estándar. Algunos de los últimos desarrollos están relacionados con los medios de filtración que utilizan una combinación de fibras metálicas y no metálicas, lo que permite lo mejor de ambos mundos.
Fibras cortas

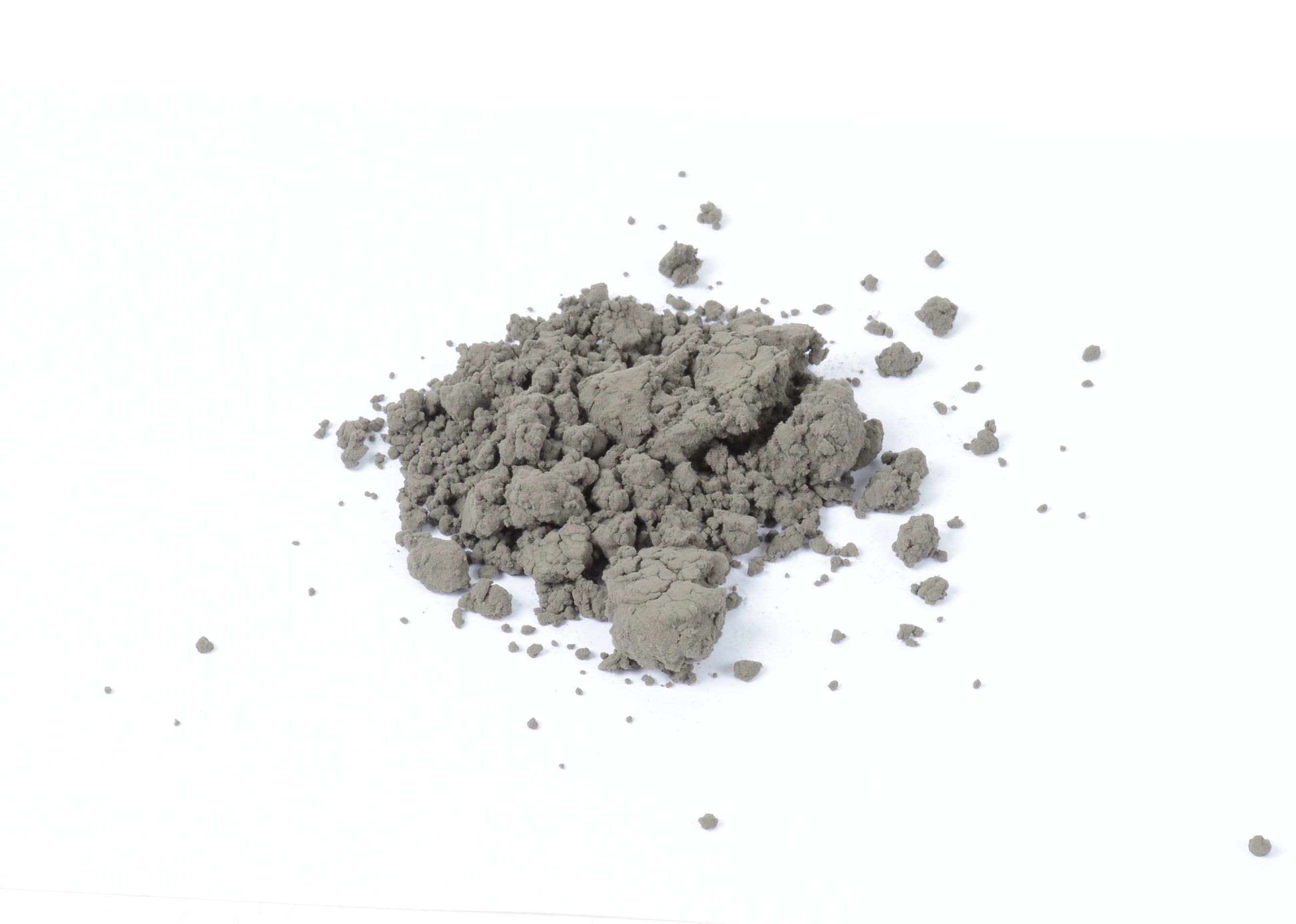
Fibras metálicas cortas

Un proceso especialmente diseñado permite la producción de fibras metálicas individuales en forma de polvo conocidas como fibras cortas con un rango de longitud sobre diámetro (L / D) de 100. Estas fibras cortas se pueden usar como tales o en combinación con polvos metálicos para producir filtración sinterizada estructuras con niveles ultra altos de filtración al tiempo que permiten niveles únicos de permeabilidad.
Pellets de polímero

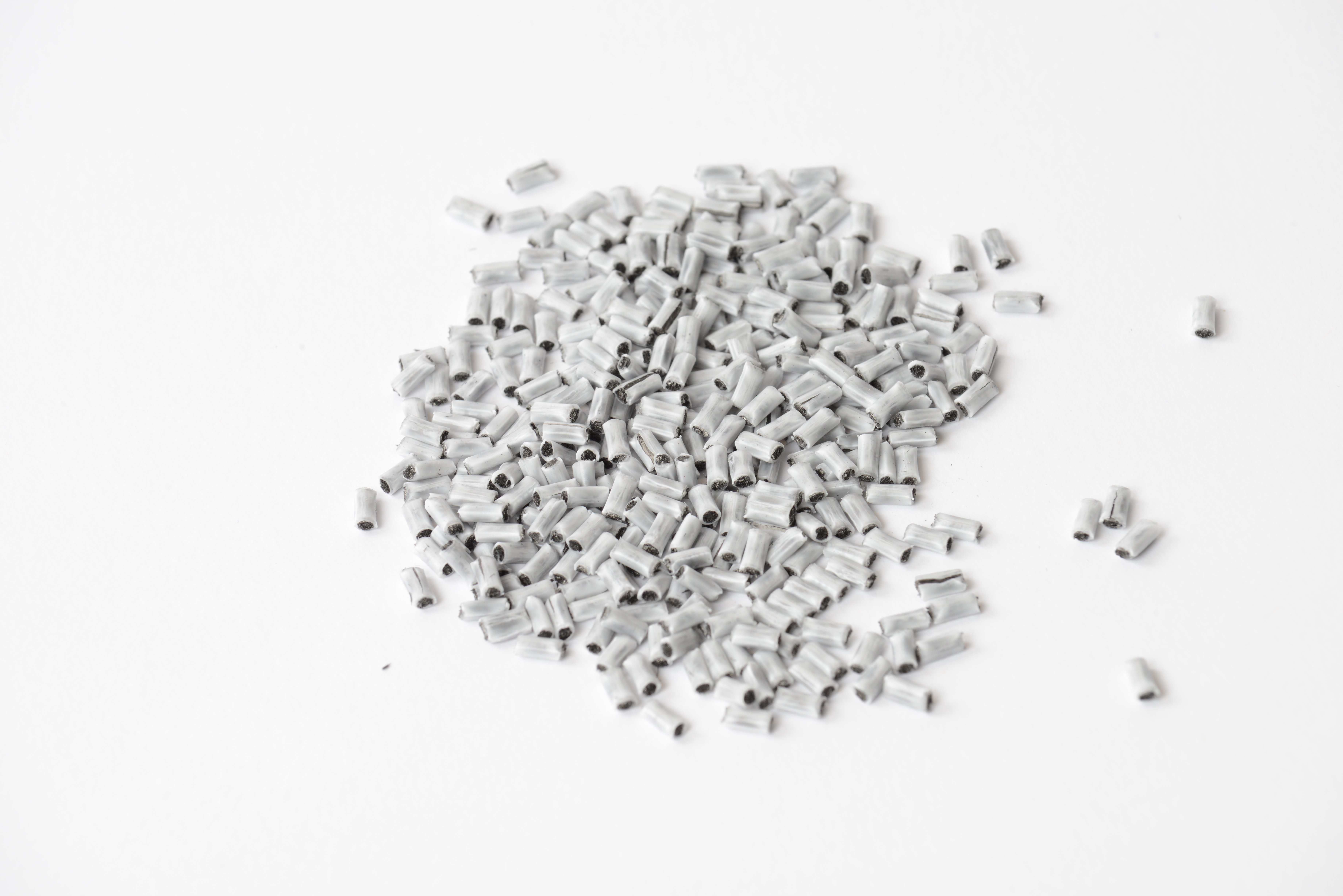
Fibras metálicas en gránulos de polímero, listas para moldeo por inyección.

Otros productos de fibras metálicas son gránulos de polímero o granos compuestos de fibras metálicas. Se pegan varios haces de fibras con una variedad de tamaños y se aplica un recubrimiento de extrusión compatible adecuado. Después de cortar estos paquetes recubiertos en gránulos, pueden usarse como aditivos en la producción de piezas de plástico conductoras / protectoras diseñadas mediante moldeo por inyección y extrusión. El beneficio único de las fibras metálicas es la formación de una red conductora con un volumen relativamente limitado de aditivos conductores.
Fibras no tejidas

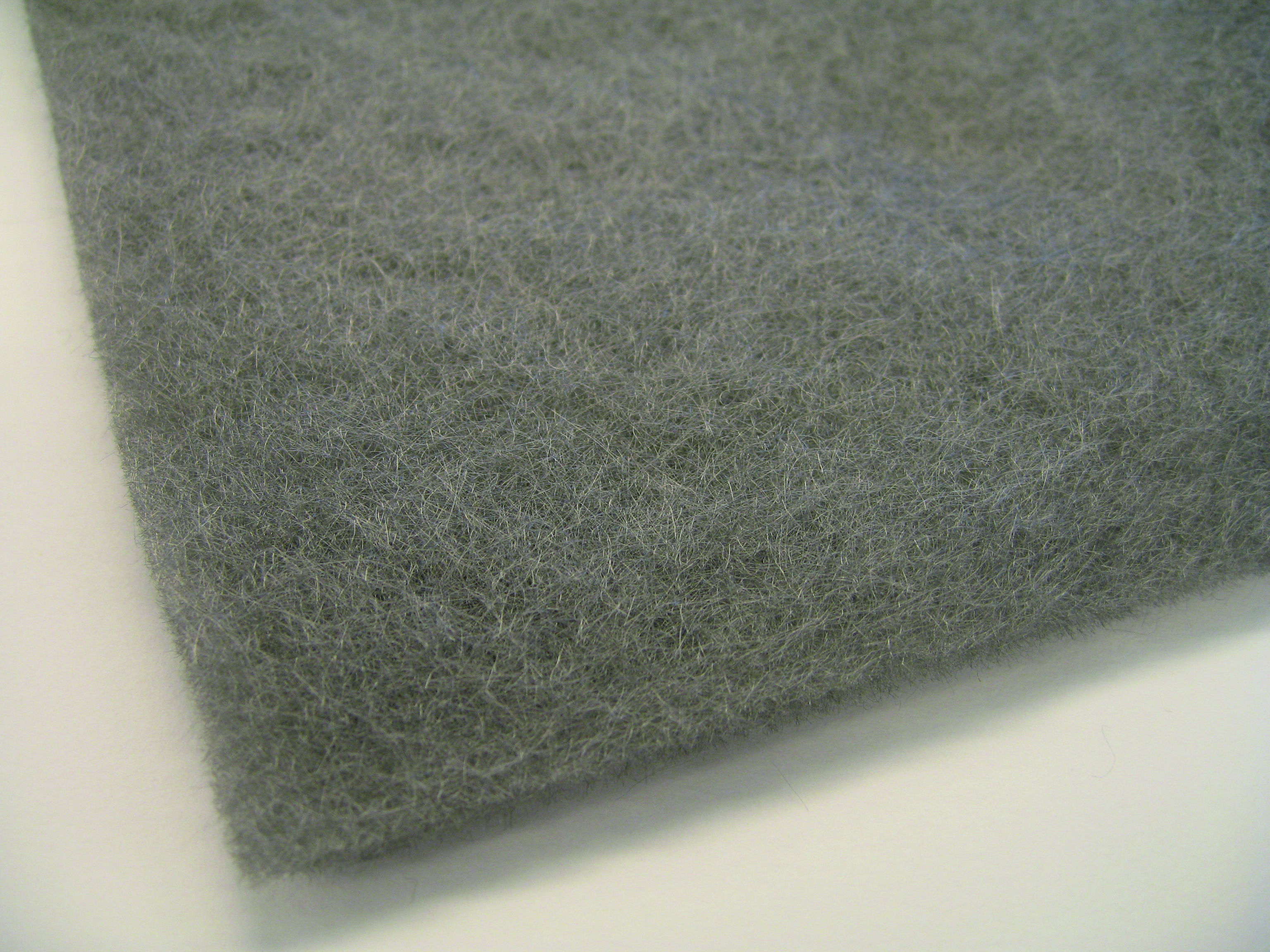
Fibra metálica no tejida

Se pueden producir no tejidos o fieltros con fibras metálicas, al igual que con las fibras textiles tradicionales. En un número muy limitado de casos, se puede aplicar punzonado con aguja para enredar las fibras y obtener fieltro punzonado.
Hilos

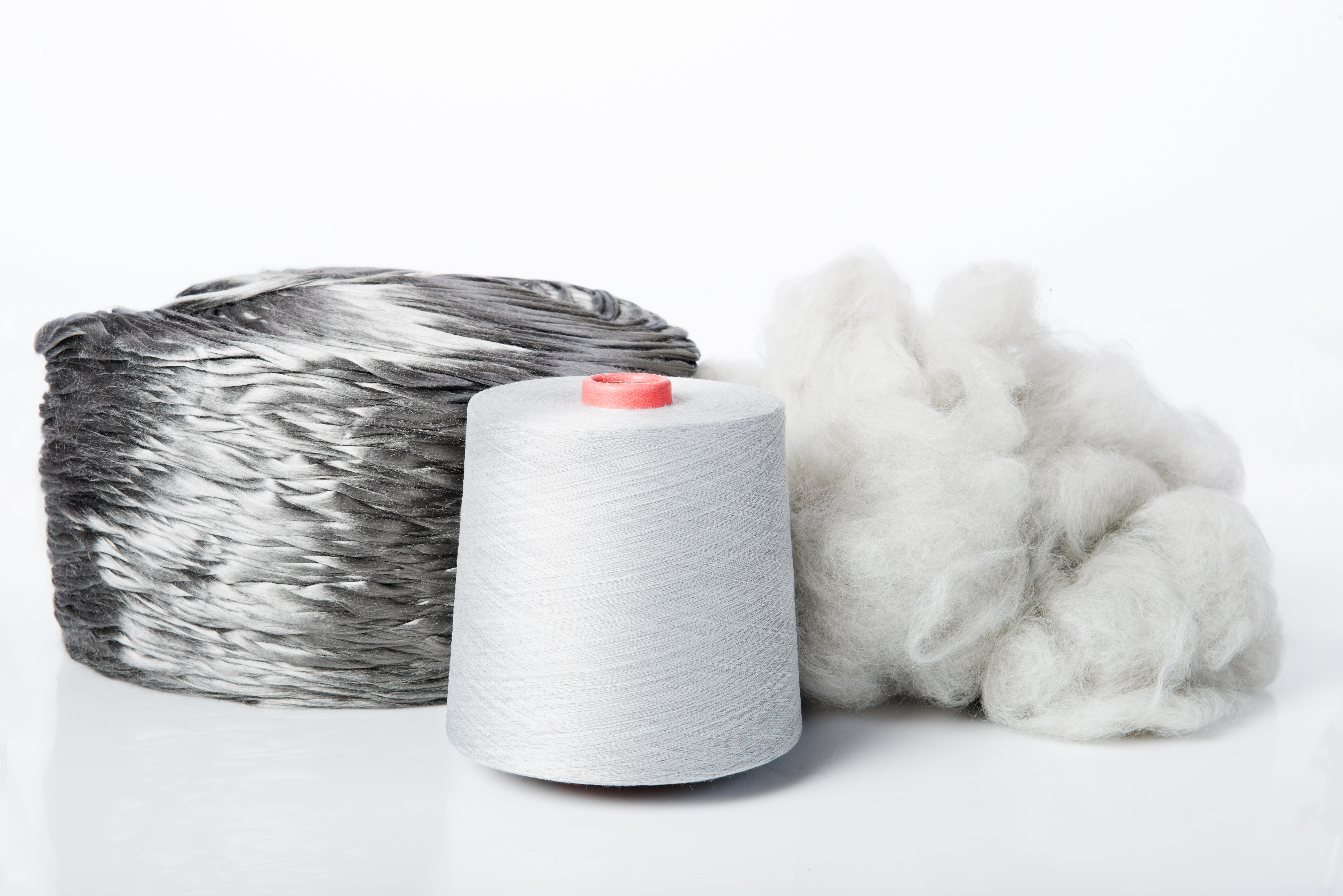
Hilados de fibras metálicas mezclados con otras fibras textiles

Un haz de fibras de acero inoxidable sin fin se puede convertir en hilos mediante procesos de hilado textil. Hay dos tipos de hilo: uno con poca cantidad de fibras y otro con una gran cantidad de fibras. El primero, con un número de filamentos de alrededor de 275, se puede convertir en un hilo de filamentos agregando torsión al paquete. Los haces con varios miles de fibras se utilizan típicamente para convertir fibras en hilo hilado. Eso se puede lograr mediante la rotura por estirado y las subsiguientes tecnologías tradicionales de hilado. Esto da como resultado hilos 100% metálicos. Durante el proceso de hilado, se pueden mezclar cáñamos o lino y también se pueden producir hilos mezclados. Son posibles mezclas con algodón, poliéster y lana. Posteriormente, los hilos metálicos se pueden convertir en varios productos textiles utilizando procesos textiles. Es posible tejer (circular, plano, urdimbre) y trenzar. Los productos textiles mezclados se pueden obtener combinando hilos metálicos con otros hilos, o utilizando hilos que tienen dos tipos de fibras en su interior y, por lo tanto, ya son mezclas por sí mismos.
Cables eléctricos

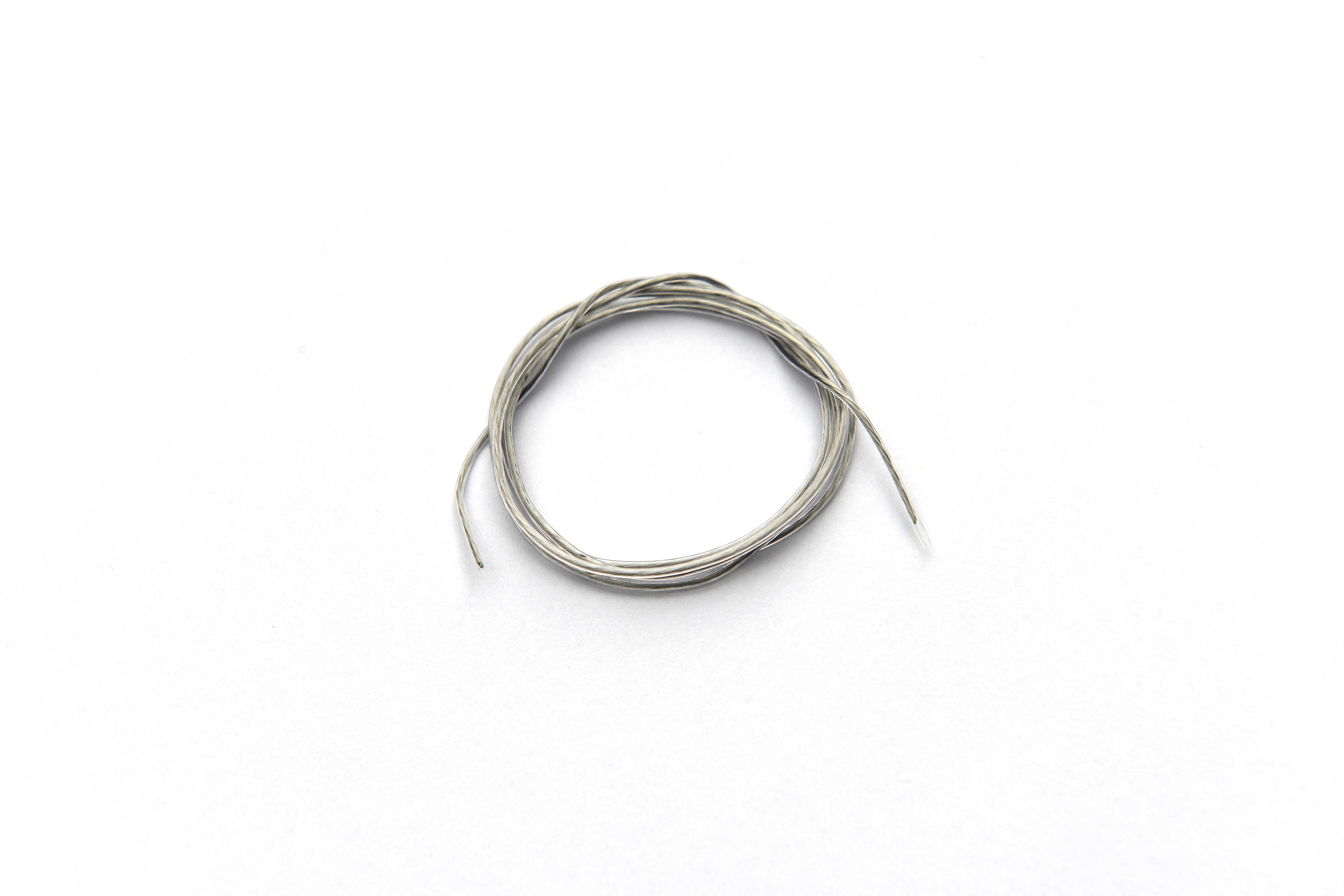
Fibras metálicas procesadas para cables eléctricos de gran durabilidad

Para hacer cables, dos o más filamentos se trenzan juntos varias veces. Durante el proceso, se controlan la torsión y la rectitud de un cable. El cable se puede ajustar para una determinada aplicación combinando diferentes resistencias de filamentos, diámetros o el número de vueltas, o preformando.
Compuestos reforzados con fibra

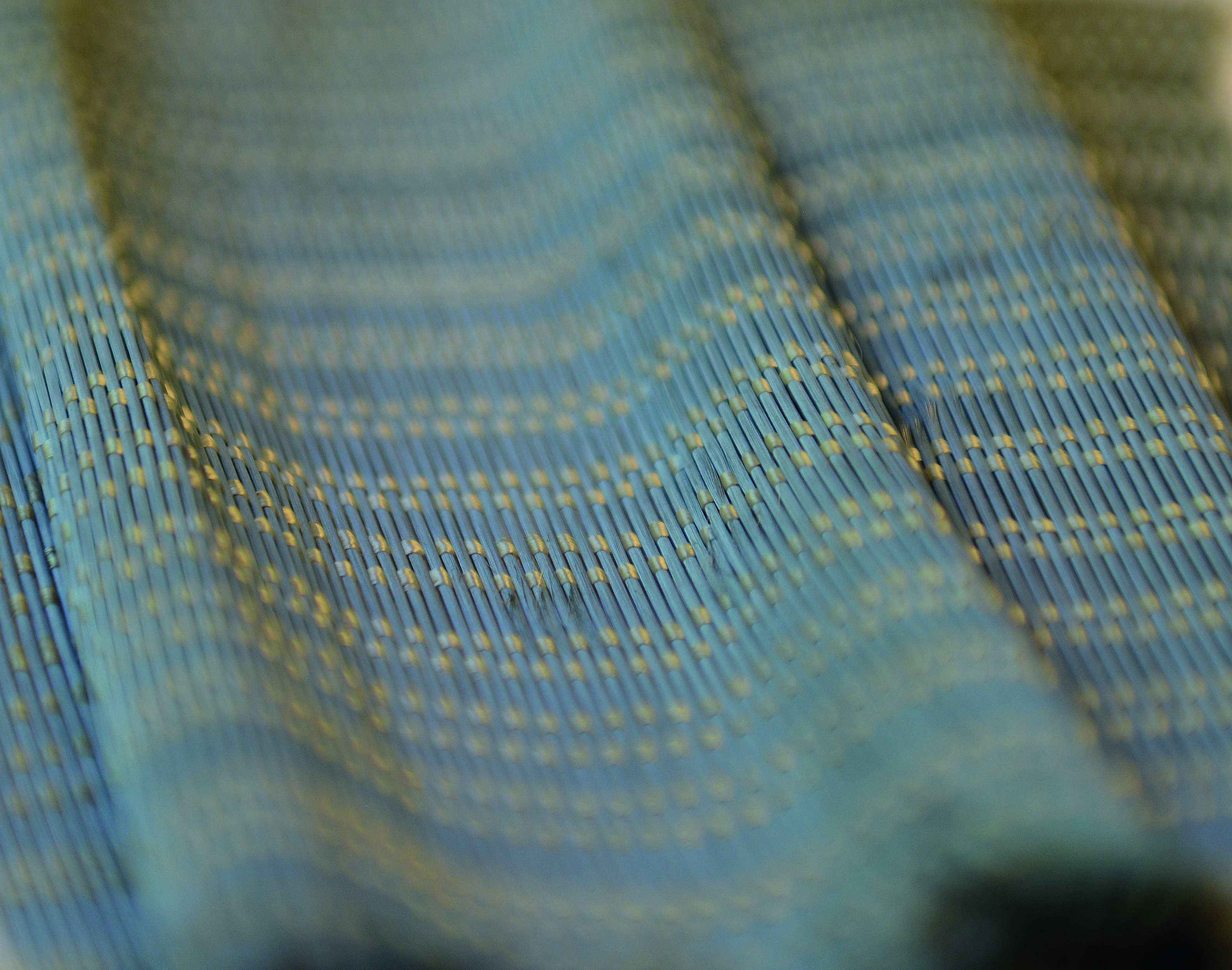
Tejido UD para refuerzo de material compuesto

La fibra metálica se puede utilizar como fibra de refuerzo para materiales compuestos, mejorando el comportamiento de rotura en caso de impacto y la conductividad eléctrica. Las fibras de refuerzo de fibra de vidrio o carbono tradicionales tienen posibilidades de alargamiento muy limitadas, lo que da como resultado un comportamiento de rotura frágil y explosivo. Las fibras metálicas actúan perfectamente complementarias a esto, y pueden absorber mucha más energía antes de romperse. El procesamiento no es diferente de cualquier otra fibra de refuerzo para material compuesto. Incluso es posible combinar fibras metálicas con otras fibras en una estructura compuesta "híbrida", que combina todos los beneficios del carbono, el vidrio y el acero.

## Productores
Actualmente, las fibras metálicas se fabrican principalmente en Europa. El productor de fibra metálica más grande y más integrado del mundo es la empresa multinacional Bekaert , con sede en Bélgica, pero con presencia de fabricación en Europa, Asia y América. Tres fabricantes siguen produciendo hilados metálicos en los Estados Unidos. Metlon Corporation es uno de los fabricantes restantes en los EE. UU. Que almacena una amplia variedad de hilos metálicos laminados y no laminados y Brightex Corporation, Reiko. Co de Japón y Corea del Sur, como Hwa Young, también fabrica fibras metálicas. China también produce hilos metálicos; la ciudad de Dongyang contiene más de 100 fábricas, aunque algunas de ellas son sitios de producción en casa en lugar de fábricas convencionales. Dos de las fábricas más populares son Salu Metallic Yarn y Aoqi Textile.

## Marcas comerciales

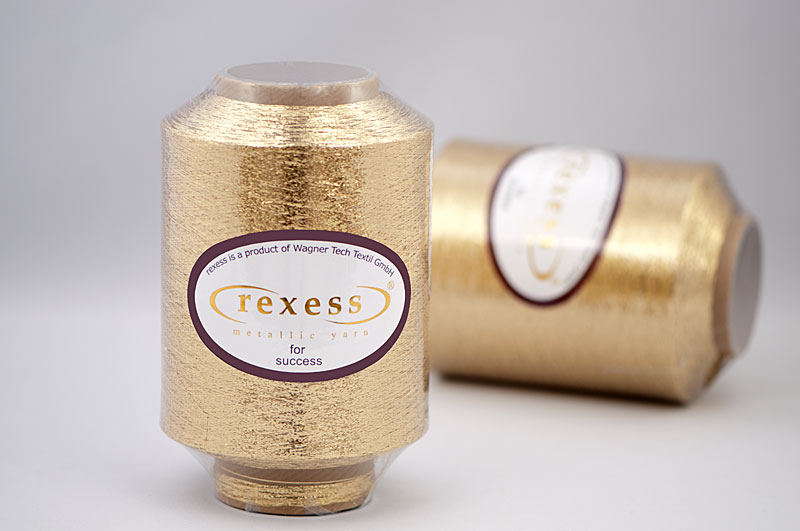
Hilo metálico.

Bekaert fabrica fibras metálicas y muchos productos derivados como fibra continua, medios sinterizados, estructuras no tejidas, gránulos de polímero, trenzas, tejidos, cables, hilos y fibras cortas. Las marcas bien establecidas son Bekipor, Beki-shield y Bekinox.
The Lurex Company ha fabricado fibras metálicas en Europa durante más de cincuenta años. Producen una amplia variedad de productos de fibra metálica, que incluyen fibras utilizadas en telas para prendas de vestir, bordados, trenzas, tejidos, atuendos militares, adornos, cuerdas, cordones y decoración de superficies de encaje. La mayoría de las fibras Lurex tienen una película de poliamida que cubre la hebra de metal, pero también se utilizan poliéster y viscosa. Las fibras también se tratan con un lubricante llamado PW, un aceite a base de minerales, que ayuda a proporcionar facilidad de uso.
Metlon Corporation es una marca comercial de Metallic Yarns en los Estados Unidos y ha estado produciendo hilos metálicos durante más de sesenta años. Metlon produce su hilo metálico envolviendo hilos de una sola hendidura con dos extremos de nailon. Un extremo del nailon se envuelve en sentido horario y el otro extremo se envuelve en sentido antihorario alrededor del hilo metálico. El nailon más comúnmente utilizado es el de 15 o 20 deniers, pero los deniers más pesados se utilizan para fines especiales.

## Usos[2]
Las fibras metálicas se utilizan en una amplia gama de sectores y segmentos.
Automotor
Las láminas sinterizadas de fibra metálica se utilizan para la filtración de partículas de diésel y gasolina y los filtros de ventilación del cárter.
Los materiales textiles resistentes al calor están hechos de fibras metálicas para procesos de doblado de vidrio para automóviles. Estas telas de fibra metálica protegen el vidrio durante el proceso de doblado con temperaturas y presiones muy elevadas.
También cables calefactores para calefacción de asientos de automóvil y tubos de reducción catalítica selectiva, tanques de adblue. Los cables calefactores de fibra metálica muestran una flexibilidad y durabilidad extremadamente altas en comparación con el alambre de cobre.
Aeroespacial
Los filtros de fibra metálica se utilizan para la filtración de fluidos hidráulicos en sistemas hidráulicos de aeronaves. En comparación con los medios de filtración de fibra de vidrio, las fibras metálicas muestran una excelente durabilidad, ya que las fibras se unen entre sí de forma metálica mediante sinterización, en lugar de mantenerse juntas mediante un material aglutinante.
Las láminas porosas sinterizadas de fibra de metal se utilizan como un medio de atenuación del sonido en la cabina del avión, reduciendo los sonidos de los sistemas de ventilación y el ruido de la unidad de potencia auxiliar.
Textiles técnicos
Las fibras metálicas pueden servir como fibras antiestáticas para textiles, que se pueden utilizar, entre otros, en ropa de protección eléctrica o grandes bolsas antiestática.
Los textiles de fibra metálica no solo son antiestáticos, sino que también protegen de las interferencias electromagnéticas (EMI).
Los textiles de fibra de acero inoxidable se pueden calentar aplicando corriente eléctrica y también se pueden utilizar para prendas resistentes a cortes (guantes). Digamos que es la cota de malla moderna.
Industria pesada
Los filtros de fibra metálica pueden alcanzar una porosidad muy alta, con tamaños de poro muy bajos, lo que los hace adecuados para la filtración HEPA y ULPA. Estos filtros se utilizan, entre otras cosas, en centrales nucleares como medida de seguridad para evitar una eventual liberación de partículas radioactivas en sustpensión en el aire.
Marina
Los filtros de fibra metálica se utilizan para la purificación de combustible marino y aceite lubricante.
Otros usos de las fibras metálicas
Otro uso común de las fibras metálicas es el tejido de tapicería y textiles como lamé y brocado. Muchas personas también usan fibras metálicas en tejidos y bordados. A principios del siglo XXI, son cada vez más comunes las fibras metálicas en la ropa, desde ropa de fiesta y de noche hasta ropa de club, ropa de supervivencia para el clima frío y ropa de uso diario. Los hilos metálicos se tejen, trenzan y tejen en muchas telas y adornos de moda. Para una variedad adicional, los hilos metálicos se trenzan con otras fibras como lana, nailon, algodón y mezclas sintéticas para producir hilos que agregan efectos novedosos a la tela final o al borde.
El acero inoxidable y otras fibras metálicas se utilizan en líneas de comunicación como líneas telefónicas y líneas de televisión por cable.
Las fibras de acero inoxidable también se utilizan en alfombras. Se dispersan por toda la alfombra con otras fibras para que no se detecten. La presencia de las fibras ayuda a conducir la electricidad para que se reduzca el choque estático. Estos tipos de alfombras se utilizan a menudo en áreas de uso de computadoras donde la posibilidad de producir estática es mucho mayor. Otros usos incluyen cuerdas para llantas, conos de punta de misiles, ropa de trabajo como trajes de protección, trajes espaciales y guantes resistentes a cortes para carniceros y otras personas que trabajan cerca de maquinaria peligrosa o con cuchillas.
Las fibras metálicas se pueden utilizar como refuerzo o fibra de conductividad eléctrica para compuestos reforzados con fibra.